# Élections générales sud-africaines de 1961
Les élections générales sud-africaines du 18 octobre 1961 ont été marquées par la quatrième victoire consécutive du parti national, cette fois dirigée par le Premier ministre Hendrik Verwoerd. Il s'agit alors de la première élection organisée après la proclamation, le 31 mai précédent, de la république d'Afrique du Sud. 
La chambre de l'assemblée du parlement comprend 156 membres élus par les blancs d'Afrique du Sud auxquels s'ajoutent quatre députés élus par les populations coloureds de la province du Cap. Pour la première fois, il n'y a plus aucun député ou sénateur pour représenter les populations noires au parlement.

## Mode de scrutin
En application du South Africa Act modifié et de la nouvelle loi constitutionnelle de 1961, seuls les blancs d'Afrique du Sud émargent sur les listes électorales. Ce sont les premières élections parlementaires auxquelles participent les jeunes blancs âgés de 18 à 21 ans depuis l'abaissement de la majorité électorale. 

Les trois sièges de députés et les quatre sièges de sénateurs représentant les populations noires ont été abolis en 1960 à la suite de l'entrée en vigueur de la loi d'autonomie des bantoustans. 
Le mode de scrutin appliqué depuis la formation de l'Union de l'Afrique du Sud en 1910 reste celui du scrutin uninominal majoritaire à un tour par circonscriptions. 
La 12e législature, commencée en 1958, devait se terminait en 1963. Mais à la suite du changement de régime constitutionnel, le gouvernement a décidé de procéder à des élections anticipées pour le 18 octobre 1961.
La chambre de l'assemblée du parlement comprend 156 élus auxquels s'ajoutent les 4 représentants des circonscriptions  coloureds.
| Provinces        | Province du Cap | Natal | Etat libre d'Orange | Transvaal | Sud-Ouest africain | Total |
| ---------------- | --------------- | ----- | ------------------- | --------- | ------------------ | ----- |
| Nombre de sièges | 52              | 16    | 14                  | 68        | 6                  | 156   |

## Forces politiques en présence à la veille de la13elégislature
Le Parti national est au pouvoir depuis les élections de 1948. L'ancien Premier ministre JG Strijdom est mort quelques mois après avoir remporté les élections parlementaires de 1958. Il a été remplacé par Hendrik Verwoerd, son ministre des affaires indigènes, notoirement considéré comme le grand architecte de l'apartheid. Verwoerd a conduit quelques mois plus tôt l'Afrique du Sud vers la République et la rupture des liens avec la Grande-Bretagne. Il a provoqué ces élections anticipées notamment sous prétexte de « l'imminence d'un conflit entre d'une part l'Occident et la chrétienté et d'autre part le communisme international ». Il s'agit de ses premières élections en tant que chef de file du parti national et pour lui un moyen de mesurer l'appui de la population blanche à sa politique. Il profite aussi de ces élections pour présenter des candidats ultras et fidèles à la place de sortants modérés de son parti.
Son opposition parlementaire est scindée en deux groupes avec d'un côté le parti uni (UP) dirigé par De Villiers Graaff qui soutient une forme moins radicale de ségrégation et de l'autre côté le parti progressiste, qui prône un suffrage multiracial restreint aux classes instruites et possédantes, dirigé par Jan Steytler. Ce nouveau venu sur la scène parlementaire est issu d'une dissidence réformiste du parti uni. 
Allié au parti uni, le parti de l'union nationale, dirigé par Japie Basson et Henry Fagan, aspire à attirer vers lui les nationalistes modérés, mécontents de la politique menée par Verwoerd et hostile à la voie dans laquelle il entraine le pays. 
| Province                                   | Parti national | Parti uni | Progressistes | Union nationale | Indépendants | Total |
| ------------------------------------------ | -------------- | --------- | ------------- | --------------- | ------------ | ----- |
| Province du Cap                            | 33             | 14        | 5             | -               | -            | 52    |
| Province du Cap (Circonscription coloured) | -              | -         | -             | -               | 4            | 4     |
| Natal                                      | 2              | 11        | 3             | -               | -            | 16    |
| État libre d'Orange                        | 14             | -         | -             | -               | -            | 14    |
| Sud-Ouest africain                         | 5              | -         | -             | 1               | -            | 6     |
| Transvaal                                  | 48             | 17        | 3             | -               | -            | 68    |
| Total                                      | 102            | 42        | 11            | 1               | 4            | 160   |

## Contexte électoral

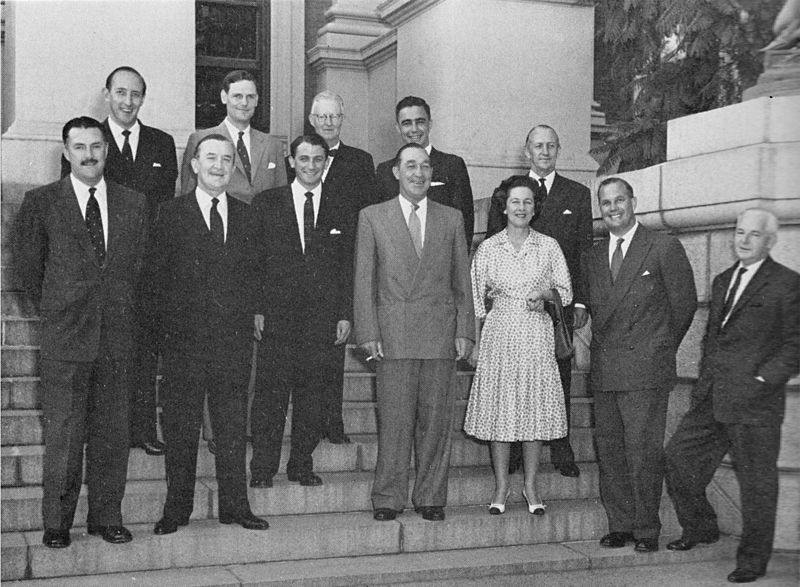
Le caucus parlementaire du parti progressiste en 1960. Au premier rang : Walter Stanford, Harry Gordon Lawrence, Boris Wilson, Jan Steytler, Helen Suzman, Colin Eglin, Owen Williams. Au second rang : Ray Swart, Clive van Ryneveld, John Cope, Zach de Beer, Ronald Butcher.

En 1961, l'Afrique du Sud est à l'apogée de l'Apartheid et du nationalisme afrikaner. Le pays a rompu ses liens avec le Commonwealth tandis que Verwoerd a réalisé les vieilles aspirations républicaines des Boers. Le pays commence cependant à connaitre de fortes contestations sur la scène internationale à la suite du massacre de Sharpeville et à la progression de la décolonisation des pays africains et asiatiques. Néanmoins, si l'opposition extra-parlementaire telle que le congrès national africain est réduite à la clandestinité, l'opposition parlementaire, divisée entre conservateurs et réformistes, est affaiblie. 

## Résultats
L'élection pour les quatre représentants des populations coloureds de la province du Cap se déroule séparément le 4 octobre 1961. Sur fond de participation électorale en chute libre, les quatre sièges sont remportés par des candidats indépendants soutenus par le parti uni. 
Sur les 156 sièges réservés au vote des blancs le 18 octobre 1961, le Parti National obtient 105 sièges contre 49 sièges au Parti Uni, un siège à l'Union nationale, celui de Japie Basson à Bezuidenhout, et un siège au parti progressiste, celui d'Helen Suzman, élue dans la circonscription de Houghton à Johannesbourg. Elle est la seule rescapée des 10 parlementaires progressistes entrés en dissidence du parti uni.
Si le parti de l'union nationale n'obtient que 5,8 % des voix au niveau national et un seul élu, il obtient, dans les circonscriptions où ses candidats sont présents, de bons résultats : Boksburg (43,8 %), George (14,4 %), Newcastle (37,8 %), Port Elizabeth Nord 37 %, Pretoria-Sunnyside (39,9 %), Stellenbosch (23,7 %), False Bay (35,8 %), Vereeniging (42,1 %) et Vryheid (33,1 %). 
En chute libre par rapport aux élections précédentes, notamment du fait que de nombreux candidats sont automatiquement élus faute d'opposants dans leurs circonscriptions, le taux de participation n'est que de 44,5 %, le plus faible enregistré depuis les élections de 1933. 
| Province                                   | parti national | parti uni | parti progressiste | Union nationale | Indépendants | Total |
| ------------------------------------------ | -------------- | --------- | ------------------ | --------------- | ------------ | ----- |
| Province du Cap                            | 34             | 18        | -                  | -               | -            | 52    |
| Natal                                      | 2              | 14        | -                  | -               | -            | 16    |
| État libre d'Orange                        | 14             | -         | -                  | -               | -            | 14    |
| Sud-Ouest africain                         | 6              | -         | -                  | -               | -            | 6     |
| Transvaal                                  | 49             | 17        | 1                  | 1               | -            | 68    |
| Total (électorat blanc)                    | 105            | 49        | 1                  | 1               | -            | 156   |
| Province du Cap (Circonscription coloured) | -              | -         | -                  | -               | 4            | 4     |
| Total                                      | 105            | 49        | 1                  | 1               | 4            | 160   |